# Drum național 56C
Die Drum național 56C (rumänisch für „Nationalstraße 56C“, kurz DN56C) ist eine Hauptstraße in Rumänien. 

## Verlauf
Die Straße in der Kleinen Walachei (Oltenien) beginnt an der Drum național 56A bei Salcia, von der sie in nordwestlicher Richtung nahe dem linken Ufer der Donau nach Burila Mare führt, wo sie auf die Drum național 56B trifft, die zur Donau führt und beim Kraftwerk Eisernes Tor 2 die Grenze nach Serbien überquert.
Die Länge der Straße beträgt rund 60 Kilometer.